# Notomastus anoculatus
Notomastus anoculatus är en ringmaskart som beskrevs av Hartmann-Schröder 1965. Notomastus anoculatus ingår i släktet Notomastus och familjen Capitellidae. Inga underarter finns listade i Catalogue of Life.